# Msta
La rivière Msta (en russe : Мста) est un cours d'eau qui arrose les oblasts de Tver et de Novgorod, en Russie. C'est un des tributaires principaux du  lac Ilmen. Elle est donc un sous-affluent de la Neva, par le lac Ilmen, le Volkhov puis le lac Ladoga.

## Géographie
La Msta débute au lac Mstino dans les Valdaï au nord de Vychni Volotchek et s'écoule dans le lac Ilmen. Pendant longtemps, la Msta a fait partie d'une importante route maritime d'échange reliant la mer Baltique et la Volga. La principale ville sur la Msta est Borovitchi. 
Elle est connue pour ses rapides sur une section de 30 km entre Opetchenski Possad et Borovitchi, qui est une route de rafting populaire.
Elle est reliée à la rivière Tvertsa par le canal de Vichni-Volotchok.

## Affluents
Les tributaires principaux de la Msta sont les rivières Berezaïka et Ouver.